# Kathrine Maaseide
Kathrine Maaseide (Stavanger, 18 de dezembro de 1976) é uma ex-jogadora de vôlei de praia norueguesa que disputou duas edições dos Jogos Olímpicos de Verão, a primeira em 2004 na Grécia e a outra em 2008 na China, e possui a medalha de prata no Campeonato Europeu de Vôlei de Praia de 2004 e medalhista de bronze em 2008, ambos resultados na Alemanha.

## Carreira
A modalidade ganhou destaque em sua família desde cedo, pois, tinha o exemplo do seu irmão Bjørn Maaseide, ex-atleta do vôlei de praia.Em 1999, formou dupla com Susanne Glesnes e disputaram o Campeonato Europeu em Palma de Maiorca, terminaram em décimo terceiro lugar, mesmo posto na etapa Challenge de Porto San Giorgio, participaram do Campeonato Mundial em Marselha e terminaram no quadragésimo primeiro lugar e no Aberto de Espinho estrearam circuito mundial, obtendo como melhor resultado o trigésimo sétimo lugar no Aberto de Osaka. 
Na jornada seguinte, atuou com Susanne Glesnes e competiram no Campeonato Europeu de 2000 nas cidades de Guecho e Bilbau, quando  terminaram em décimo terceiro lugar, finalizaram em quinto lugar no Challenge de Xilocastro e como melhor resultado pelo circuito mundial tiveram o décimo sétimo lugar no Aberto de Fortaleza.
No ano de 2001, novamente jogou com Susanne Glesnes, finalizaram em nono lugar no Challenge de Xilocastro, mesmo posto no Campeonato Europeu de 2001 em Jesolodisputaram o Campeonato Mundial de Klagenfurt e obtiveram o décimo sétimo lugar, e no circuito mundial o melhor resultado do dueto foi o nono posto no Aberto de Maoming.
Em 2002 competiram juntas no Campeonato Europeu de Basileia e finalizaram na quinta colocação,, mesmo posto obtido no Grand Slam de Marselha e no Aberto de Vitória, estes os melhores desemenhos no referio torneio.
Ao lado de  Susanne Glesnes finalizou na nona posição no Campeonato Europeu de 2003, este sediado em Alanya; e no mesmo  ano estiveram juntas também na e no Circuito Mundial de Vôlei de Praia, obtendo a como melhor feito o nono lugar no Aberto de Rodes e ainda, terminaram no trigésimo sétimo lugar no Campeonato Mundial de Vôlei de Praia de 2003 realizado no Rio de Janeiro.
Compondo a parceira com Susanne Glesnes, sagrou-se medalhista de prata no Campeonato Europeu de 2004em Timmendorfer Strand e competiram também no Circuito Mundial de Vôlei de Praia de 2004, terminando na sétima posição nos Grand Slams de Berlim e Klagenfurt, e na mesma jornada esportiva participaram da edição dos Jogos Olímpicos de Verão de Atenas e finalizaram na décima nona posição e desfizeram a dupla ao final da temporada.
No calendário esportivo de 2005 fez parceira com Kristine Wiig terminaram no trigésimo terceiro posto no Campeonato Mundial de Vôlei de Praia realizado no Rio de Janeiro, e obteve o sétimo lugar no Aberto de Osaka pelo Circuito Mundial, este foi o melhor do dueto no referido circuito.
Nas competições de 2006 retomou a dupla com Susanne Glesnes e conquistaram o sétimo lugar no Aberto de Acapulco e o quinto posto no Aberto de Varsóvia, como melhores desempenhos da parceria pelo circuito mundial.Juntas permaneceram no ano de 2007, terminaram no quinto lugar no Campeonato Europeu de Valencia, ainda conquistou os seguintes resultados pelo Circuito Mundial de Vôlei de Praia deste ano:  quinto lugar no Grand Slam de Klagenfurt,  nono lugar nos Abertos de Xangai e Seul, assim como no Grand Slam de Stavanger, mesmo posto obtido na edição do Campeonato Mundial de Vôlei de Praia de 2007 realizado em Gstaad.
No Campeonato Europeu de Vôlei de Praia de 2008 sediado em Hamburgo conquistou a medalha de bronze com  Susanne Glesnes e no Circuito Mundial de Vôlei de Praia de 2008, obtendo o quinto posto no Aberto de Kristiansand,o nono lugar no Aberto de Stare Jablonki, também nos Grand Slams de Moscou e Gstaad, além do décimo terceiro lugar no Aberto de Barcelona,  conquistaram os nonos lugares nos Grand Slam de Moscou e Klagenfurt, ainda nesta jornada disputou sua segunda edição consecutiva dos Jogos Olímpicos de Verão, estes realizados em Pequim, ocasião que finalizaram na nona posição..
A partir de 2009 formou dupla com  Janne Kongshavn e obteve o décimo sétimo lugar no Campeonato Mundial de Vôlei de Praia de 2009 realizado em Stavanger, e na edição do Circuito Mundial de Vôlei de Praia e conquistaram o décimo terceiroo lugar no Aberto de Haia, sendo o melhor posto obtido pela dupla neste circuito.
No ano de 2010 ficou inativa para dedicar-se a maternidade, retornou na temporada de 2011 ao lado de  Ingrid Tørlen e conquistaram a nona posição no Campeonato Europeu de Vôlei de Praia realizado em Kristiansand e competiram também neste ano pelo Circuito Mundial de Vôlei de Praia, e pontuaram alcançando os vigésimos quintos lugares nos Abertos de Sanya, Xangai, Myslowice, Aland e Haia, feito obtido também nos Grand Slams de Stavanger e Gstaad, tendo pontuado na quadragésima primeira posição nos Grand Slams de Pequim e Moscou e também com os trigésimos terceiros postos na edição do Campeonato Mundial de Vôlei de Praia de 2011 realizado em Roma e no Grand Slam de Klagenfurt.Na temporada de 2015 disputou o Circuito Noruguês de Vôlei de Praia ao lado de Janne Pedersen alcançando o bronze na etapa de Skien e se aposentou.